# Papineau (métro de Montréal)
Pour les articles homonymes, voir Papineau.
Papineau est une station de la ligne verte du Métro de Montréal. Elle est située au 1425, rue Cartier dans le quartier Centre-Sud de l'arrondissement Ville-Marie à Montréal, province de Québec au Canada.
Mise en service en 1966, elle est desservie par les rames de la ligne verte.

## Situation sur le réseau

Plan du métro (2021).

Établie en souterrain, la station Papineau est située sur la ligne verte du Métro de Montréal, entre la station Beaudry, en direction de la station terminus nord Angrignon, et la station Frontenac, en direction de la station terminus sud Honoré-Beaugrand.
Elle dispose des deux voies de la ligne, encadrées par deux quais latéraux.

## Histoire
La station est mise en service le 14 octobre 1966 lors de l'ouverture simultanée à l'exploitation de la première section de la ligne verte de Atwater à Papineau.
La station tire son nom de l'avenue Papineau et donc, indirectement, de l'homme politique québécois Joseph Papineau (père de Louis-Joseph Papineau).

## Services aux voyageurs

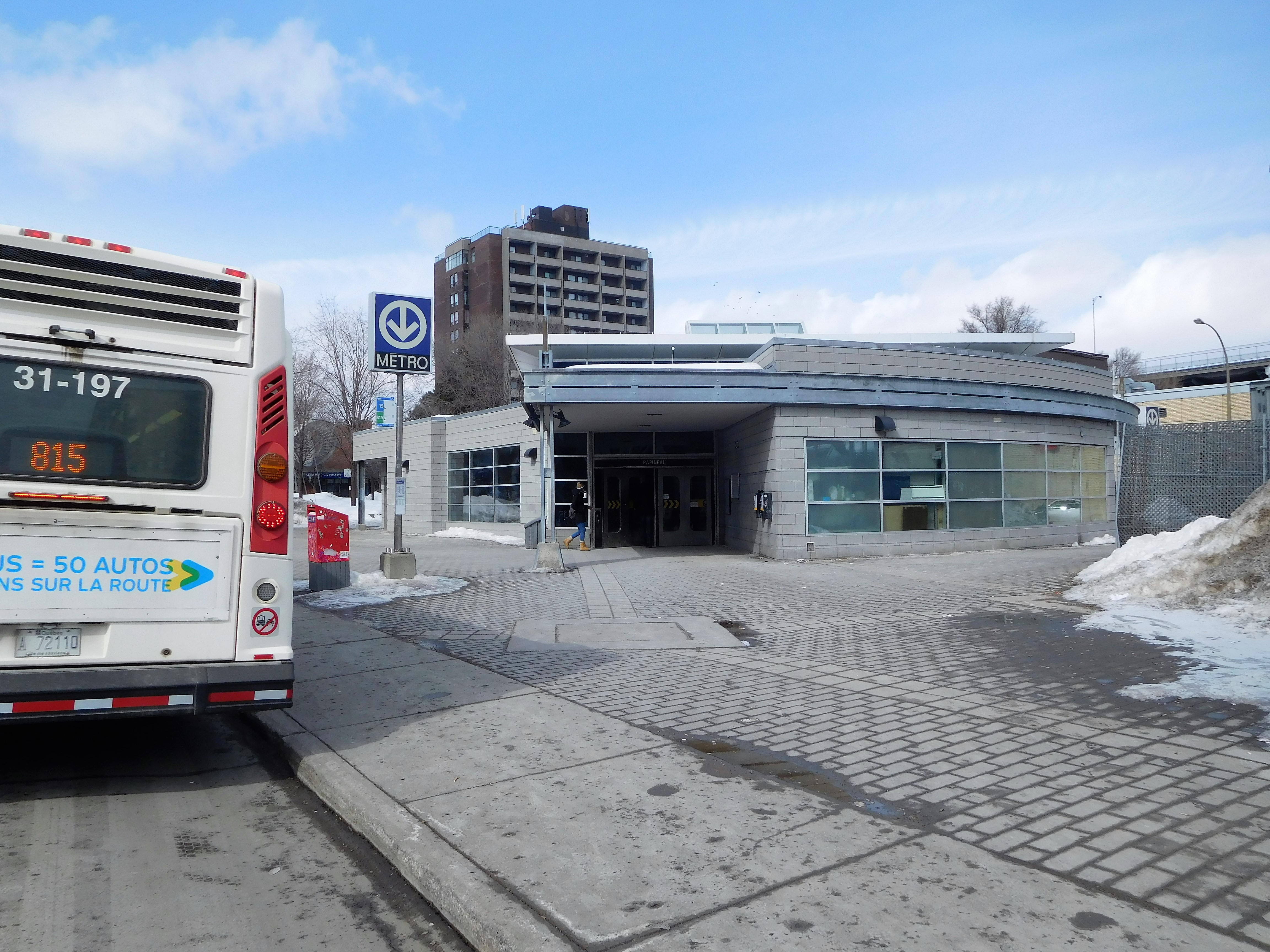
L'édicule de la station.

### Accès et accueil
La station Papineau n'a qu'un seul accès situé dans un édicule au 1425, rue Cartier sous la place encadrée par le boulevard De Maisonneuve Est au nord et les rues Cartier à l'ouest, Dorion à l'est et Sainte-Catherine Est au sud. Cet édicule comporte deux sorties. Une vers la Rue Cartier et une vers la Rue Dorion.

### Desserte
Papineau est desservie par les rames circulant sur la ligne verte : de 5h43 à 1h en semaine, y compris les dimanches, et de 5h43 à 01h30 les samedis. Les rames sont espacées : de 3 à 5 minutes aux heures de pointe et de 4 à 10 minutes les autres heures ; les week-ends la fréquence est d'une rame toutes les 6 ou 12 minutes.

### Intermodalité
La station est desservie en journée par les lignes 10, 34, 45, 150 et la navette saisonnière 769 et les lignes de nuit 358 et 359 sur la STM et par la ligne 170 du réseau de transport de Longueuil (RTL).
À compter du 26 août 2024, la ligne 15 Sainte-Catherine est abolie dans le cadre de la refonte du réseau de bus de la STM. La fréquence de la ligne 150 René-Lévesque est bonifiée.

## L'art dans la station
La station est décorées de fresques nommées Les Patriotes de 1837-38 et réalisées par Jean Cartier et George Juhasz.

## À proximité
- TVA
- Télé-Québec
- Radio-Canada
- Village gai de Montréal
- Club Sky
- Sonolab
- Confédération des syndicats nationaux (CSN)
- Pont Jacques-Cartier
- Téléport de Montréal
- Édifice de la sécurite publique
- Lieu de mémoire de la Prison-des-Patriotes, au Pied-du-Courant (SAQ)